# MetalShips & Docks
MetalShips & Docks S.A.U. es un astillero español dedicado al diseño, construcción y reparación de grandes buques en acero y aluminio de alto valor añadido.
El astillero fue fundado en el año 2000 por el empresario Manuel Rodríguez en la parroquia de Teis en Vigo, en las antiguas instalaciones del desaparecido Astilleros y Construcciones (ASCON). La atarazana pertenece a la estructura empresarial del Grupo Rodman, que también posee otra factoría naval en la Ría de Vigo, Rodman Polyships, situada en la parroquia moañesa de Meira.

## Historia

### Inicios

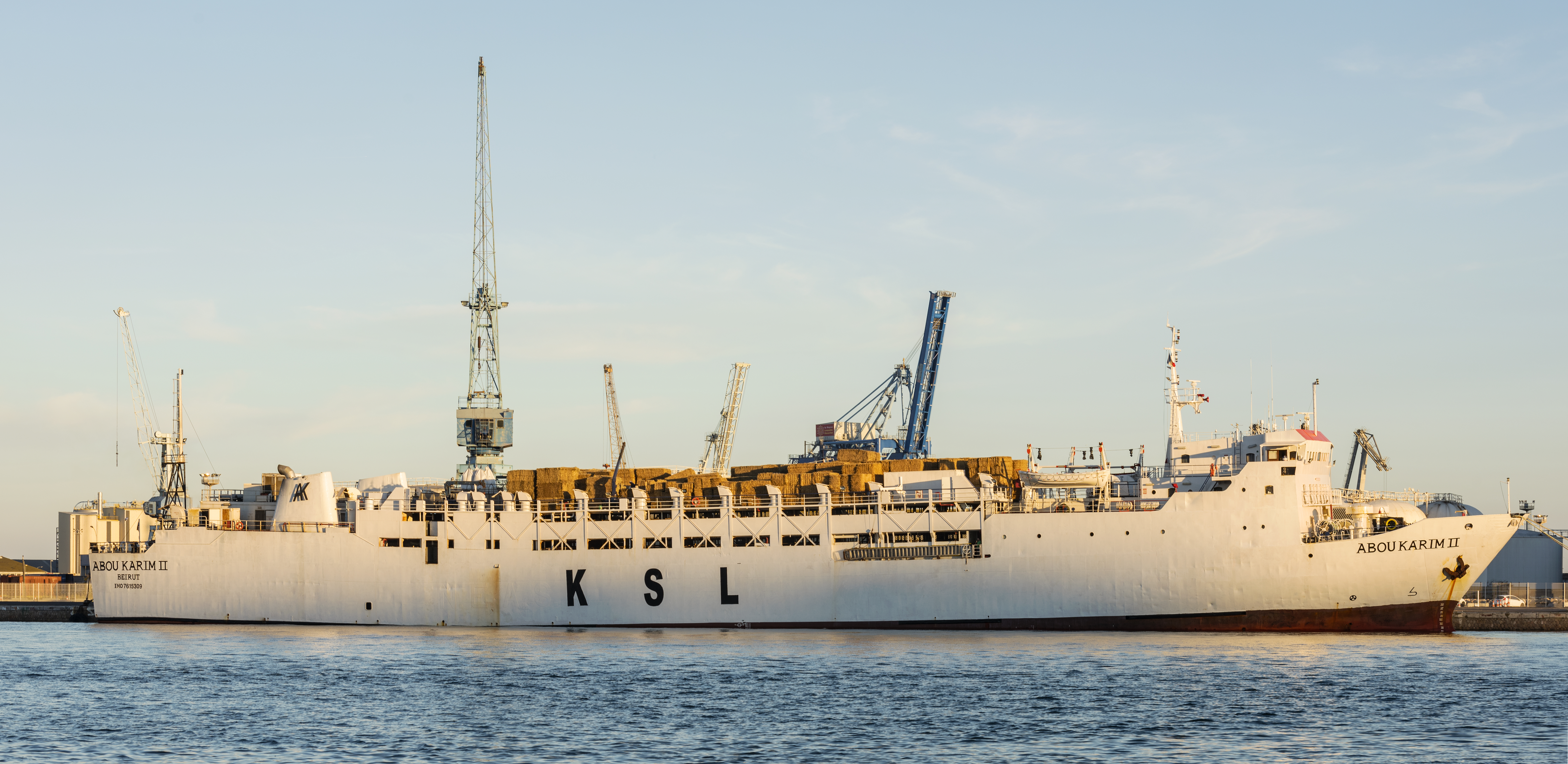
Mercante Abou Karim II, construido por ASCON Meira en la década de 1970.

Los orígenes de la actual factoría se remontan al año 1955 cuando los Hermanos Yarza Ormazábal, quienes disponían de un taller mecánico en la zona del Berbés de Vigo, constituyen Construcciones Navales Yarza, estableciendo el nuevo astillero en una parcela de 50 000 metros cuadrados en la ubicación actual de Ríos en la parroquia de Teis. En 1966 se fusionó con Astilleros y Construcciones (ASCON), momento en el que los hermanos Yarza Ormazábal se apartaron del negocio, aunque los hermanos menores continuaron su actividad industrial con una fundición de acero en Puxeiros (Mos).
Tras la reconversión del sector naval durante la década de 1980 en Vigo, en 1986 el empresario Manuel Rodríguez instala su grupo empresarial en las instalaciones del desaparecido Astilleros y Construcciones (ASCON) en Meira (Moaña), fundando la empresa Polyships. En 1992 se produce la fusión con la empresa Abada, en esos momentos la encargada de controlar los intereses empresariales de Manuel Rodríguez, dicha fusión se produjo con el nombre de Rodman Polyships S.A.

### De 2000 a 2020

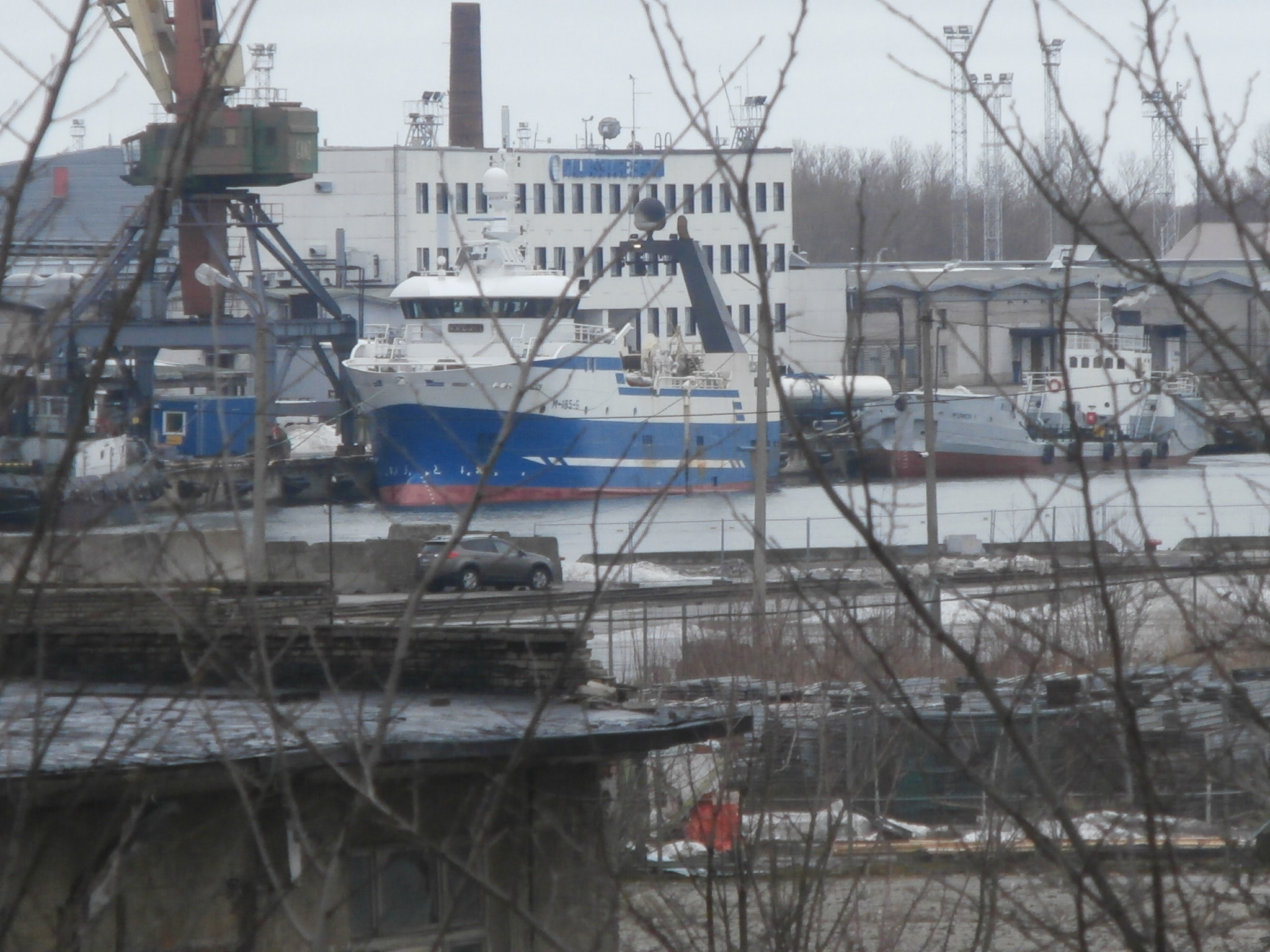
Arrastrero Broegg (ex Nordørn).

En el año 2000 y debido a un aumento considerable de la producción en la construcción de nuevos buques, se funda en la parroquia de Teis (Vigo), MetalShips & Docks, astillero destinado a la construcción y reparación de barcos en acero y aluminio.
Durante sus primeros años de actividad de sus gradas saldrían arrastreros y catamaranes de pasaje para armadores españoles y noruegos. A mediados de esa década el astillero se especializó en la construcción de embarcaciones tipo offshore, cuya principal función es de apoyo a plataformas petrolíferas. Construyendo este tipo de buques principalmente para armadores franceses, holandeses, noruegos y norteamericanos.
Otro proyecto reseñable de esta etapa fue la remodelación de la histórica goleta Xarifa en 2014.
En 2015 pasó a formar parte del accionariado la petrolera Sonangol, haciéndose con una participación del 66%, así como de otras de las firmas pertenecientes al Grupo Rodman, Rodman Lusitania y el Área Logística Quinta de Suevia, ambas localizadas en el municipio portugués de Valença do Minho.

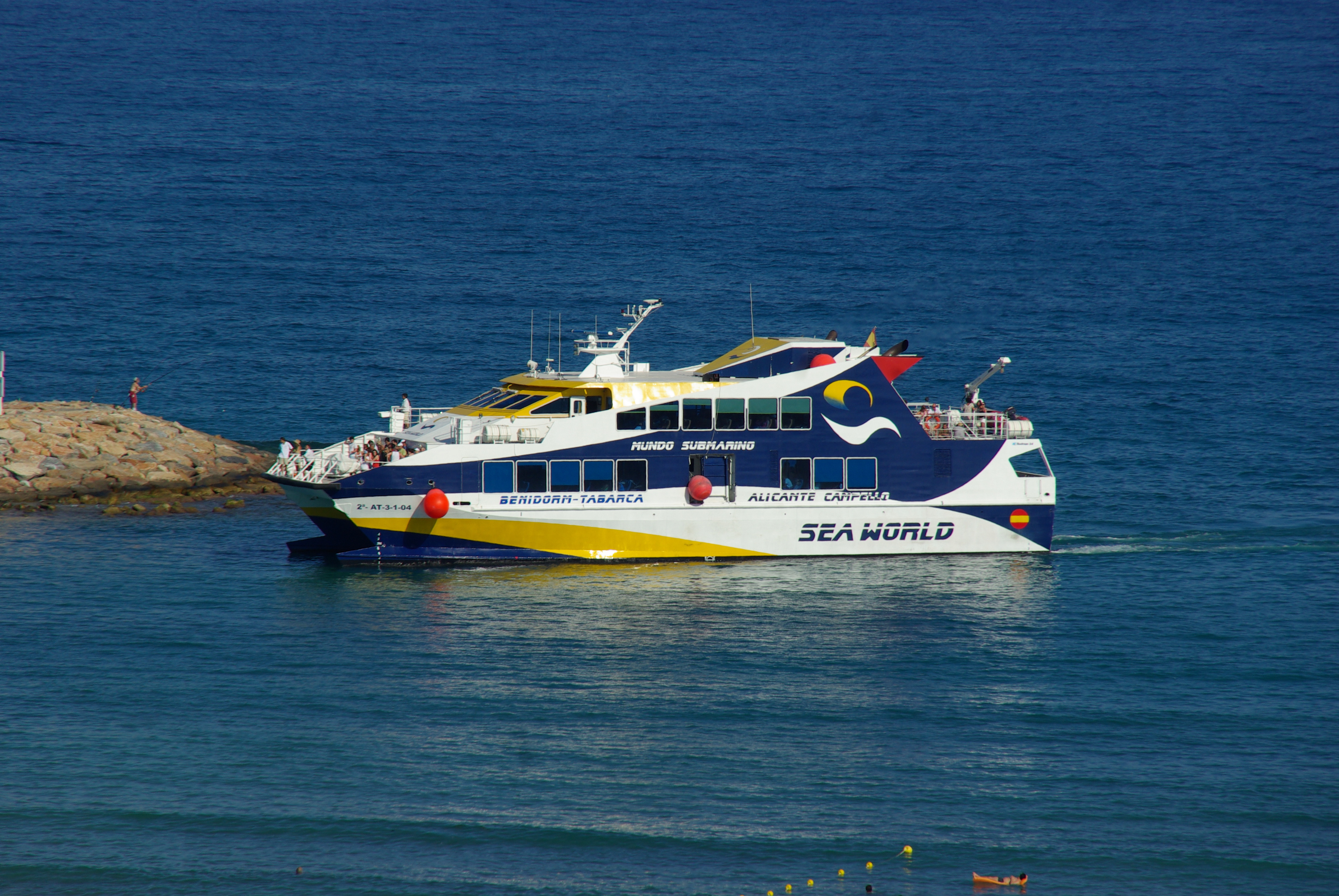
El catamarán Sea World en el puerto de Campello.

En agosto del año siguiente tiene lugar en las instalaciones del astillero la botadura del yate de lujo Maybe, el cual fue el segundo buque de recreo más grande construido en España de la época. Durante los meses de septiembre y octubre de ese mismo año el Maybe participó en la prestigiosa feria «Mónaco Yatch Show» que se celebra anualmente en el principado monegasco.
En agosto del año siguiente se produce una recompra de las acciones que poseía la sociedad CS Europe Investment (filial de Sonangol), por parte de Rodman a través de la empresa Abada y también de Metalships & Docks, por lo que el Grupo Empresarial Rodman vuelve a convertirse en el máximo accionista del astillero apenas dos años después. En ese mismo año se adjudica la construcción de un arrastrero para un armador de Groenlandia -botado un año después y bautizado como Regina C- lo que supuso el regreso de la atarazana viguesa después de más de 15 años a la construcción de buques pesqueros.

### Actualidad

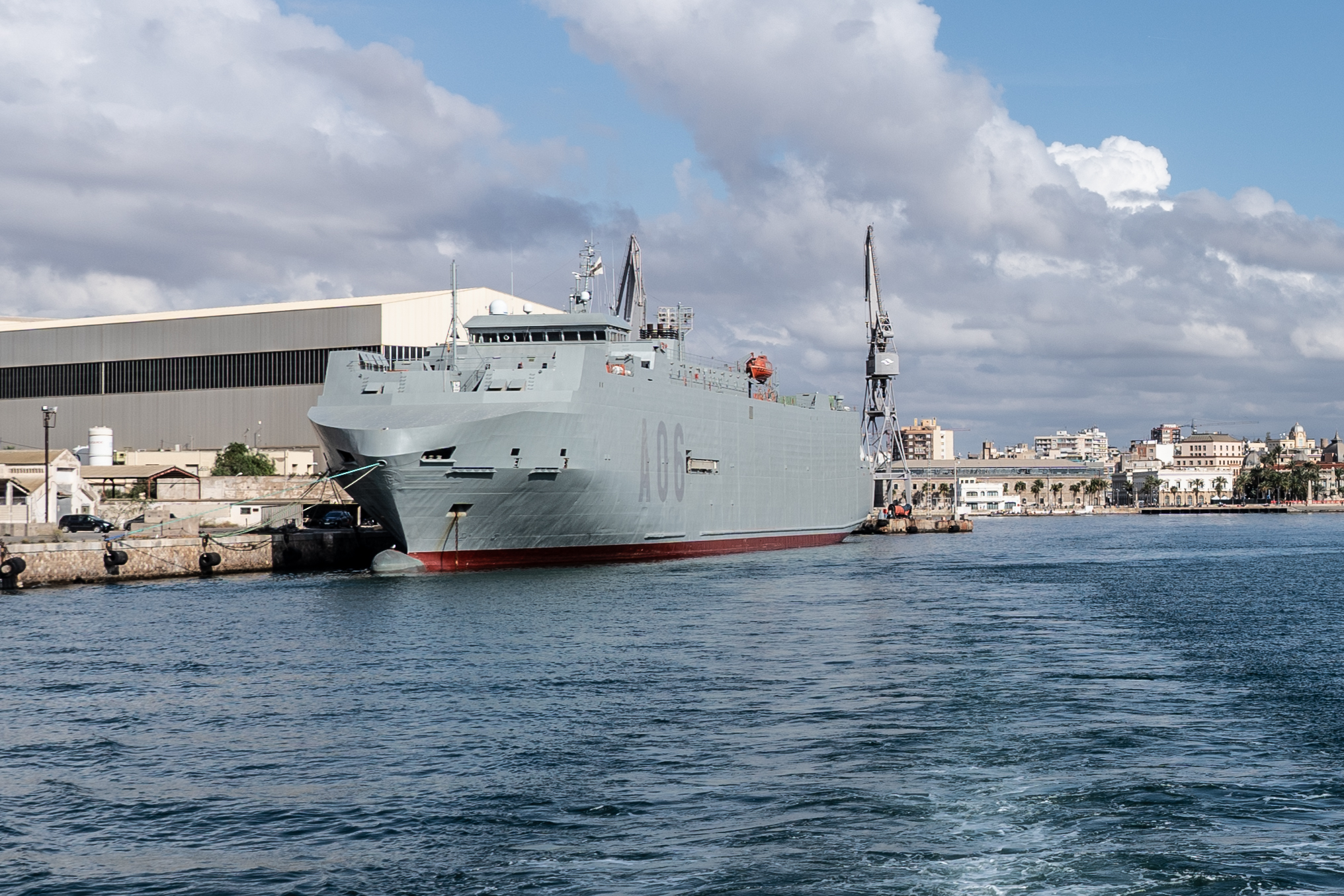
El Ysabel (A-06) fue acondicionado como buque logístico para la Armada Española.

Entrando en la década de 2020 la empresa entrega a un armador alemán el crucero Sea Cloud Spirit, el segundo velero más grande del mundo de la época, complementando su actividad de nuevas construcciones con la realización de diversos proyectos de reformas navales y transformación de buques. Como fue el proyecto encargado por la Armada Española para el refitting del Ro-Ro Galicia en un buque destinado a cubrir los desplazamiento de tropas y vehículos del ejército de Tierra renombrado como Ysabel (A-06).

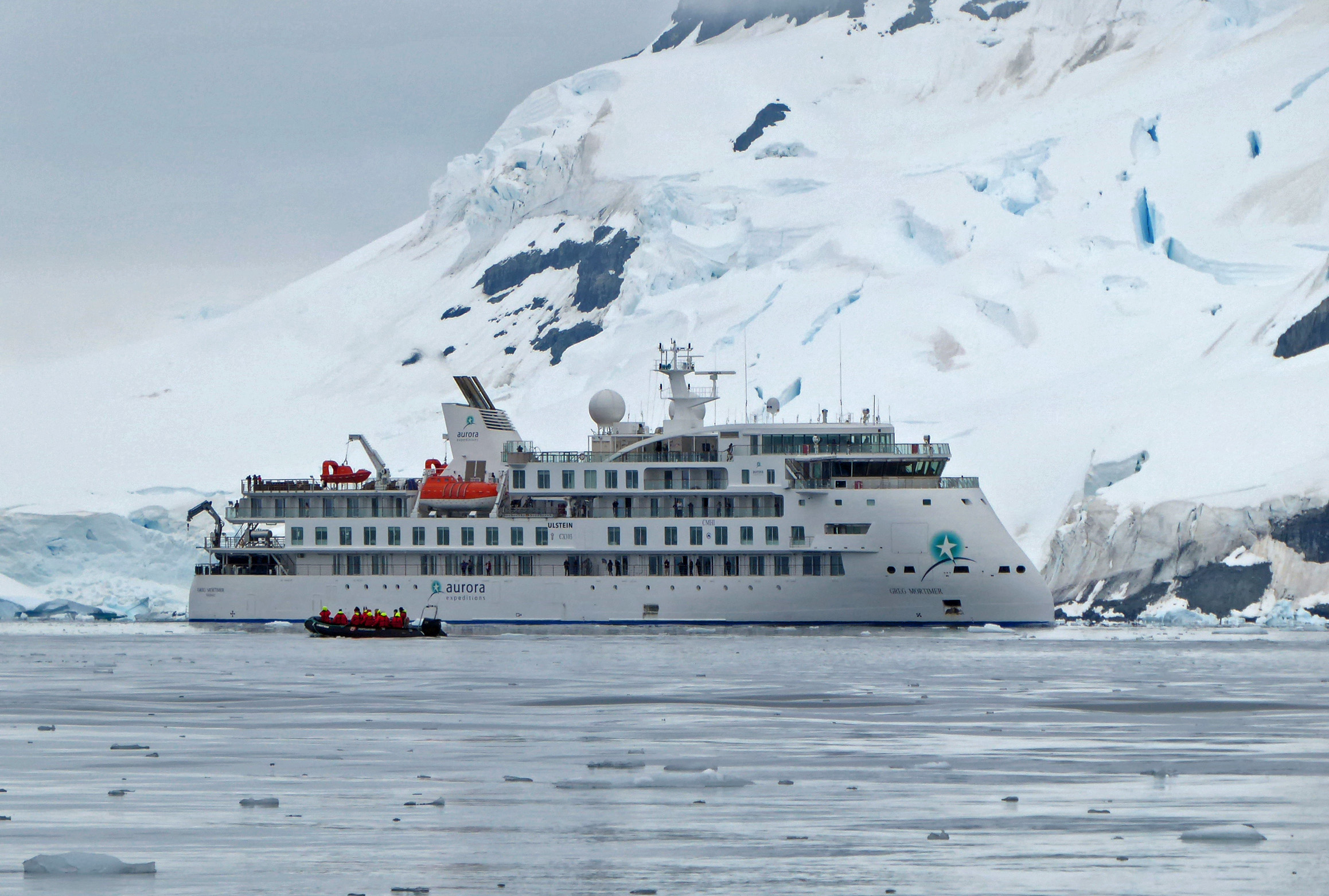
El crucero Greg Mortimer fue reparado por MetalShips en septiembre de 2023.

En agosto del año 2023 el comité de empresa de la factoría convocó una huelga indefinida tras el despido de siete trabajadores, culpabilizando también a la dirección de querer desmantelar el astillero y de paralizar la venta de las instalaciones a Astilleros Gondán, atarazana asturiana que prometía entrada de carga de trabajo si se hacía en propiedad con las instalaciones de Ríos.
Ante las acusaciones sindicales, el entonces CEO Jesús Villacañas señaló en diversos medios que los despidos se debieron a una reestructuración empresarial con el objetivo de intentar volver a unos resultados económicos beneficiosos, asimismo incidió que se intentaría la adquisición de otro dique seco para poder acceder a un mercado de reparación de buques de mayor calado y también la posibilidad de retornar a la construcción de embarcaciones en fibra de vidrio. Finalmente -después de 17 días- los representantes de los trabajadores y la empresa, alcanzan un acuerdo para finalizar la huelga y retomar los trabajos de reparación naval que en esos momento tenía MetalShips & Docks en vigor.
En los meses posteriores a este conflicto laboral y a la reestructuración de la plantilla, MetalShips & Docks se adjudica diversos contratos para reparar buques de gran tonelaje, como ejemplo el crucero Greg Mortimer o los refitting del multipropósito offshore Ocean Osprey y de dos remolcadores adaptándolos como buques logísticos, las tres unidades para la Armada Española. Por lo que la factoría vuelve a tener plena actividad en sus gradas. Además desde la dirección se anuncia que se retomarán las nuevas construcciones con un buque de «características especiales» que se encontraba en fase final para cerrar su financiación.

## Productos
La principal actividad de MetalShips & Docks es la construcción de buques y estructuras flotantes de gran tonelaje tanto en acero como en aluminio, otro importante nicho de negocio de la compañía son los trabajos de reparación, transformación, refting o desguace de embarcaciones.

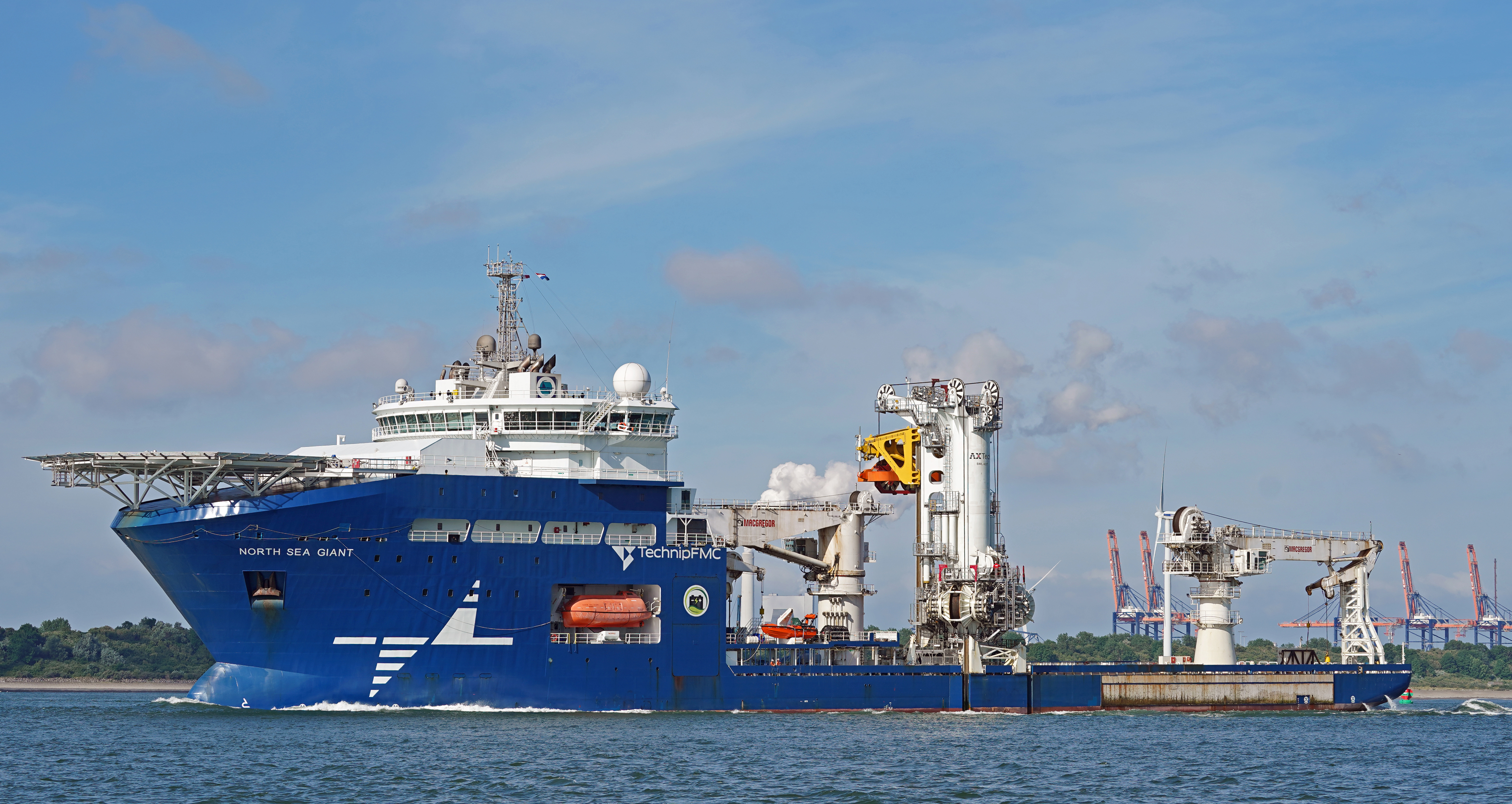
Offshore North Sea Giant.

Durante los primeros años de actividad sus construcciones fueron buques pesqueros (arrastreros) y de pasaje, como  fue el caso de los «gemelos» Broegg (ex Nordørn) y Soloyvag encargados por una pesquera noruega o los catamaranes de pasaje Mar de Vigo y Sea World, ambos destinados a cubrir rutas turísticas. 

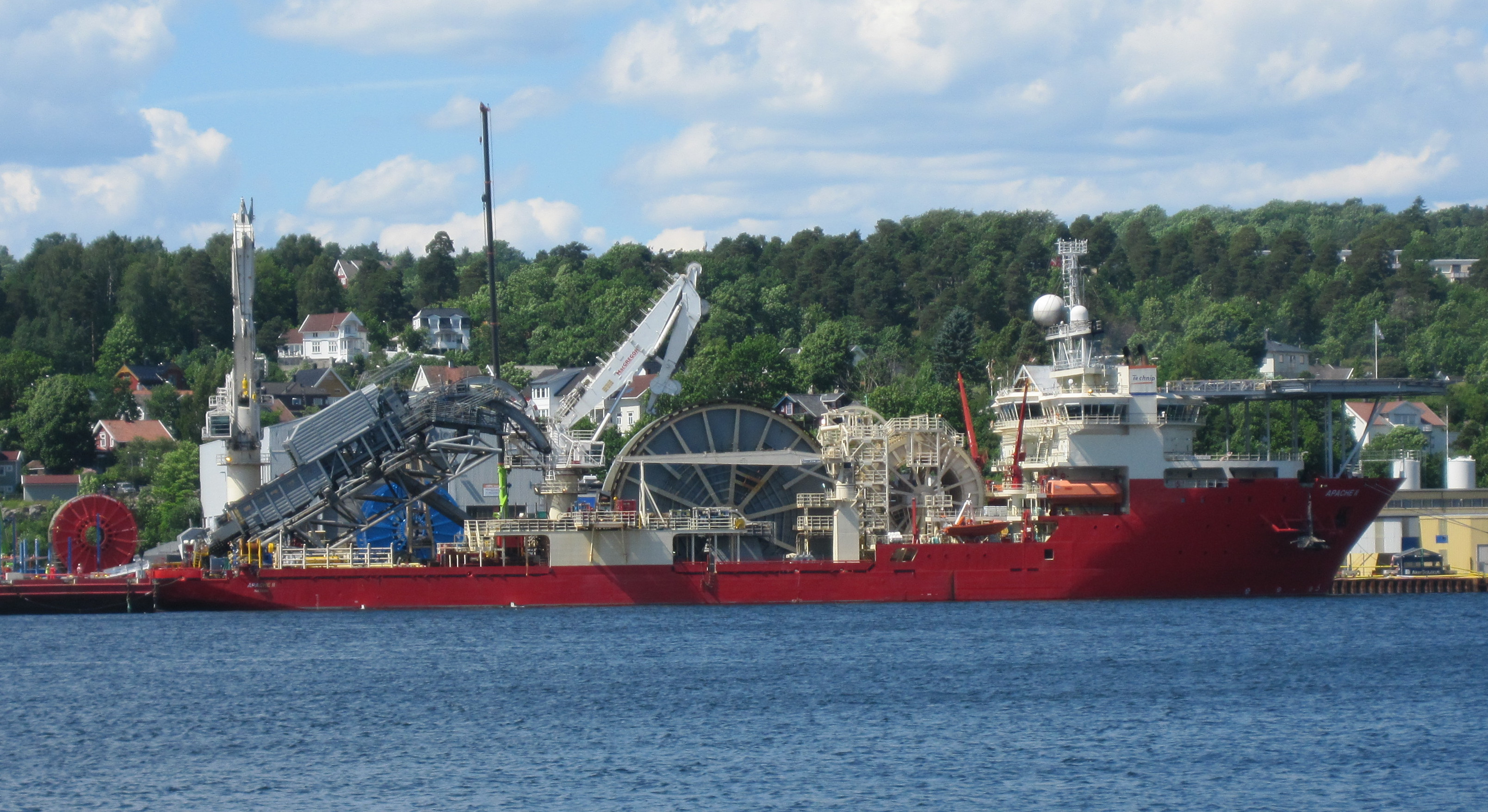
Offshore Apache II (ex North Ocean 103) en Moss, Noruega.

Posteriormente se especializó en el segmento de los buques tipo «offshore» o también denominados costa afuera -embarcaciones de mayor eslora y tonelaje que las anteriormente citadas- destinadas al apoyo de plataformas petrolíferas, parques eólicos marinos o al tendido de cables submarinos, entre otras tareas. En su palmarés figuran las entregas a diversos armadores internacionales de los siguientes ofshore: Apache II (ex North Ocean 103), Árbol Grande, Deep Orient, Fu Tai (ex Bourbon Oceanteam 101), Lay Vessel 108, North Ocean 102, North Ocean 105 y North Sea Giant.
En los últimos años el astillero hizo sus primeras incursiones en la construcción de embarcaciones de recreo o de lujo, haciendo entrega del yate de lujo Maybe y del crucero a vela Sea Cloud Spirit, respectivamente.

## Instalaciones

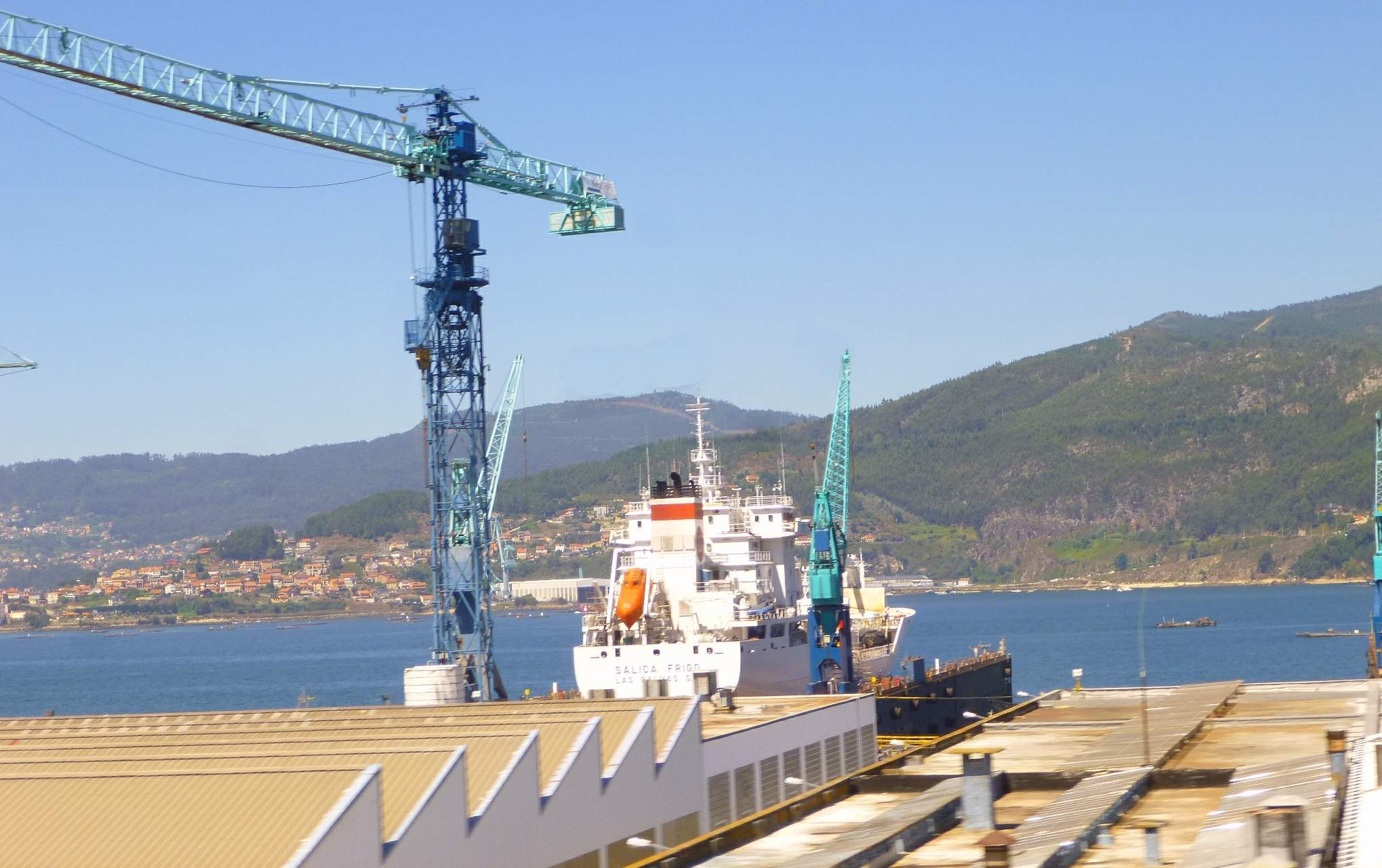
Buque mercante varado en las instalaciones del astillero.

Sus instalaciones están situadas en la zona de Ríos perteneciente a la parroquia de Teis en Vigo, en su zona oeste limitan con otra factoría naval -Astilleros Montenegro- y se encuentran muy cercanas a la antigua Escuela de Transmisiones y Electrónica de la Armada (ETEA). En ellas se encuentran talleres de calderería, grúas móviles, puentes-grúa, auto-grúas, oficina técnica, etcétera. También dispone de diversas gradas destinadas a la varada de buques en donde se procede a la construcción o reparación de los mismos y un dique seco («drydock»), en Galicia solo tienen MetalShips y la pública Navantia en Ferrol.

## Certificaciones de Calidad
En la actualidad Metalships & Docks posee los siguientes certificados: ISO 14001:2004, OHSAS 18001:2007 y certificado de sistema de gestión I+D+i.

## Premios y reconocimientos

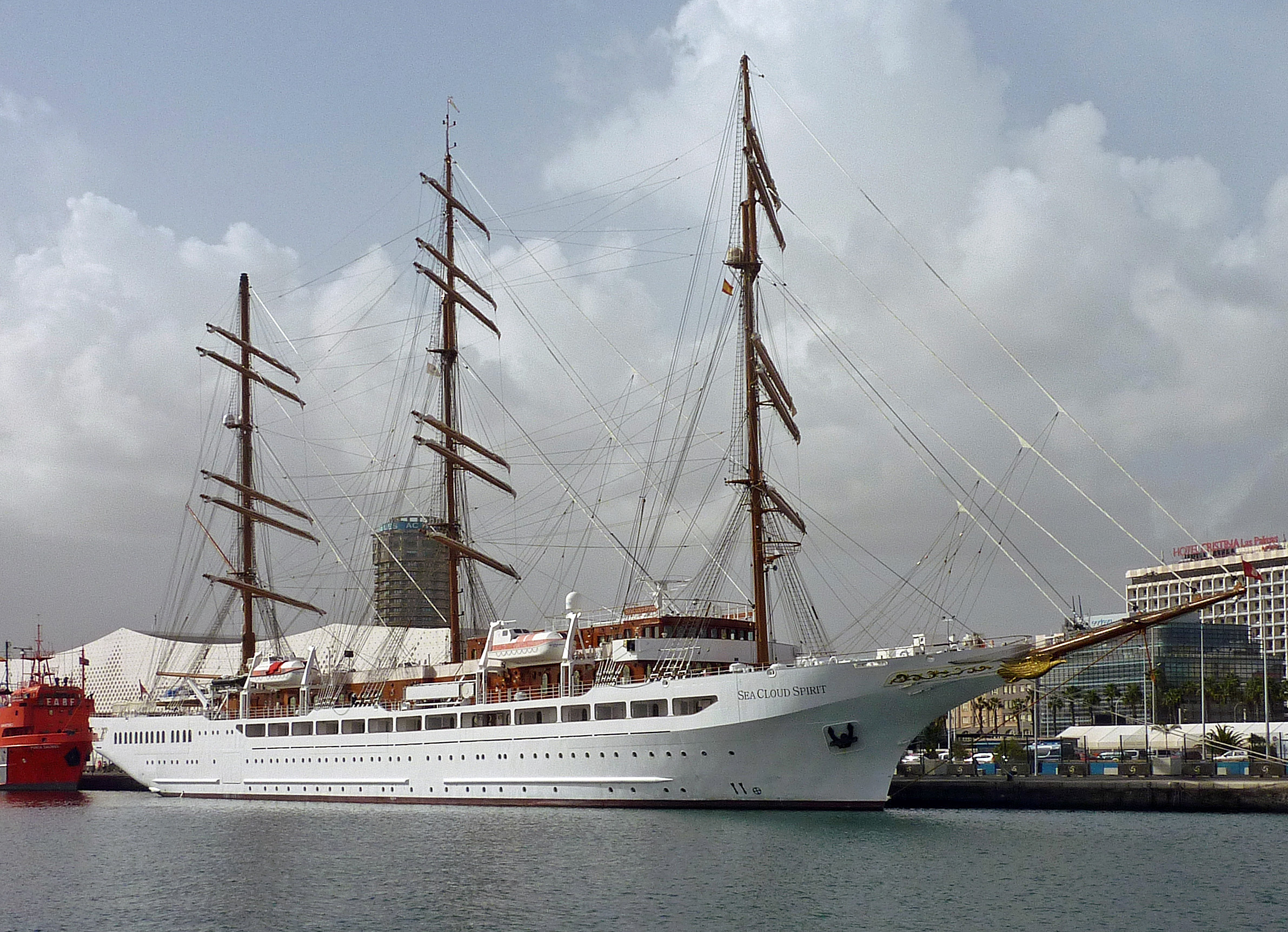
El Sea Cloud Spirit atracado en Las Palmas de Gran Canaria.

- En 2020 el crucero Sea Cloud Spirit construido por MetalShips & Docks consigue el primer lugar en el Concurso Buques Destacados correspondiente al año anterior que organiza anualmente la Asociación de Ingenieros Navales y Oceánicos de España (AINE).[48]

- En 2012 el astillero gana en Londres el premio al mejor offshore del mundo («upport Vessel of the Year») por el North Sea Giant, concedido por la prestigiosa revista Offshore Support Journal, imponiéndose en la final a los proyectos seleccionados de los astilleros Naval Cosco (China), Samsung (Corea del Sur) y Damen (Países Bajos).[49]

- En 2012 el buque offshore North Ocean 105 construido por MetalShips & Docks consigue el segundo lugar en el Concurso Buques Destacados que organiza anualmente la Asociación de Ingenieros Navales y Oceánicos de España (AINE).